# Tom Weston-Jones
Tom Weston-Jones (Burton upon Trent, 29 giugno 1987) è un attore britannico.

## Biografia
Nasce a Burton upon Trent, ma cresce a Dubai. Studia teatro all'università di Londra e alla Bristol Old Vic Theatre School. Nel 2012 interpreta il detective Kevin Corcoran nella serie televisiva americana Copper e veste i panni di Merthin nella miniserie Mondo senza fine. 

## Filmografia
- The Night Watch, regia di Richard Laxton - film TV (2011)
- Spooks – serie TV, 6 episodi (2011)
- Copper – serie TV, 23 episodi (2012-2013)
- Mondo senza fine (World Without End) – miniserie TV, 8 puntate (2012)
- Not Safe for Work – serie TV, 6 episodi (2015)
- Dickensian – serie TV, 19 episodi (2015-2016)
- The Terror – serie TV, episodi 1x01-1x02-1x03 (2018)
- Troy - La caduta di Troia (Troy: Fall of a City) – miniserie TV, 7 puntate (2018)
- Warrior – serie TV, 28 episodi (2019-2023)
- Le indagini di Roy Grace (Grace) – serie TV, episodio 1x01 (2021)
- Tenebre e ossa (Shadow and Bone) – serie TV, 3 episodi (2021)
- Sanditon – serie TV, 6 episodi (2022)

## Doppiatori italiani
Nelle versioni in italiano delle opere in cui ha recitato, Tom Weston-Jones è stato doppiato da:
- Francesco Bulckaen in Copper
- Stefano Crescentini in Mondo senza fine
- Andrea Lavagnino in Troy - La caduta di Troia
- Daniele Raffaeli in Warrior
- Luca Ghillino in The Terror
- Fabrizio De Flaviis in Sanditon